# Liste de l'observatoire mondial des monuments (2000)
Pour les articles homonymes, voir Liste de l'observatoire mondial des monuments.
Cet article recense les sites concernés par l'observatoire mondial des monuments en 2000.

## Généralités
L'observatoire mondial des monuments (World Monuments Watch en anglais) est le programme principal du Fonds mondial pour les monuments (World Monuments Fund), une organisation non gouvernementale à but non lucratif basée à New York, aux États-Unis. Cet observatoire a pour but d'identifier et de préserver les biens culturels importants en danger.
Tous les deux ans depuis 1996, le programme publie la liste des 100 sites les plus en danger, nécessitant des efforts de protection et de financement urgents. Ces sites sont proposés par les gouvernements, des organismes privés actifs dans le domaine patrimonial ou des individus. La liste est produite par un panel d’experts internationaux en architecture, archéologie, histoire de l'art et préservation ou restauration de sites patrimoniaux.

## Liste
| Site                                                             | Lieu                               | Pays                   | Photo |
| ---------------------------------------------------------------- | ---------------------------------- | ---------------------- | ----- |
| Buthrote                                                         | Sarandë                            | Albanie                |       |
| Parc archéologique de Tipaza                                     | Tipaza                             | Algérie                |       |
| Église Saint-Thomas de Leipzig                                   | Leipzig                            | Allemagne              |       |
| Royaume des jardins de Dessau-Wörlitz                            | Dessau                             | Allemagne              |       |
| Tour et Taxis                                                    | Bruxelles                          | Belgique               |       |
| Centre historique de Mostar                                      | Mostar                             | Bosnie-Herzégovine     |       |
| Monastère Santo Antônio do Paraguaçu                             | São Francisco do Paraguaça, Bahia  | Brésil                 |       |
| Paranapiacaba                                                    | Santo André (São Paulo), São Paulo | Brésil                 |       |
| Églises rupestres d'Ivanovo                                      | Ivanovo                            | Bulgarie               |       |
| Temple de Jayavarman VII                                         | Banteay Chhmar, Thmar Puok         | Cambodge               |       |
| Moaïs                                                            | Île de Paques                      | Chili                  |       |
| Orongo                                                           | Île de Paques                      | Chili                  |       |
| Rano Raraku                                                      | Île de Paques                      | Chili                  |       |
| Monastère de Palpung                                             | Babang, Sichuan                    | Chine                  |       |
| Tombeaux royaux tibétains de Dulan                               | Xian de Dulan, Qinghai             | Chine                  |       |
| Tour de Xuanjian                                                 | Shanxi                             | Chine                  |       |
| Xiannongtan                                                      | Pékin                              | Chine                  |       |
| Centre historique de Vukovar City                                | Vukovar                            | Croatie                |       |
| Cloîtres de Santa Teresa de Jesús                                | La Havane                          | Cuba                   |       |
| Institut supérieur d'Art                                         | La Havane                          | Cuba                   |       |
| San Isidro de los Destiladeros                                   | Trinidad, vallée de Los Ingenios   | Cuba                   |       |
| Complexe du sultan Qaitbay                                       | Le Caire                           | Égypte                 |       |
| Khasekhemwy à Hiérakonpolis                                      | Edfou, Kom el-Ahmar                | Égypte                 |       |
| Vallée des rois                                                  | Louxor                             | Égypte                 |       |
| Arsenal du septième régiment                                     | New York, New York                 | États-Unis             |       |
| Comté de Lancaster                                               | Pennsylvanie                       | États-Unis             |       |
| Eastern State Penitentiary                                       | Philadelphie, Pennsylvanie         | États-Unis             |       |
| Studios Tree et temple de Medinah                                | Chicago, Illinois                  | États-Unis             |       |
| VDL Research House II                                            | Los Angeles, Californie            | États-Unis             |       |
| Salle de banquet du palais de Mentewab                           | Gondar                             | Éthiopie               |       |
| Cathédrale Saint-Pierre                                          | Beauvais                           | France                 |       |
| Centre historique de Tbilissi                                    | Tbilissi                           | Géorgie (pays)         |       |
| Église d'Ikorta                                                  | Zemo Artsevi                       | Géorgie (pays)         |       |
| Synagogue Kahal Shalom                                           | Rhodes                             | Grèce                  |       |
| Paysage culturel du Río Usumacinta : Piedras Negras et Yaxchilan | Vallée du Río Usumacinta           | Guatemala et Mexique   |       |
| Champaner                                                        | Panchmahal, Gujarat                | Inde                   |       |
| Église Saint Anne de Talaulim                                    | Talaulim, Goa                      | Inde                   |       |
| Fort de Jaisalmer                                                | Jaisalmer, Rajasthan               | Inde                   |       |
| Gompa Basgo                                                      | Ladakh, Leh, Ladakh                | Inde                   |       |
| Metropolitan Building                                            | Calcutta, Bengale-Occidental       | Inde                   |       |
| Omo Hada                                                         | Nias                               | Indonésie              |       |
| Tanah Lot                                                        | Beraban, Bali                      | Indonésie              |       |
| Citadelle d'Erbil                                                | Erbil                              | Irak                   |       |
| Cathédrale Saint-Brendan de Clonfert                             | Clonfert, comté de Galway          | Irlande (pays)         |       |
| Mosquée Blanche                                                  | Ramla                              | Israël                 |       |
| Porte cananéenne de Tel Dan                                      | Haute-Galilée                      | Israël                 |       |
| Cinque Terre                                                     | Ligurie                            | Italie                 |       |
| Cloître de la basilique des Quatre-Saints-Couronnés              | Rome, Latium                       | Italie                 |       |
| Pont des Chaînes                                                 | Bagni di Lucca, Toscane            | Italie                 |       |
| Centre historique de Falmouth                                    | Falmouth                           | Jamaïque               |       |
| Pétra                                                            | Gaia                               | Jordanie               |       |
| Paysage culturel de Thimlich Ohinga                              | District de Migori                 | Kenya                  |       |
| Site archéologique d'Enfeh                                       | Enfeh                              | Liban                  |       |
| Enclave historique de George Town                                | Georgetown, Penang                 | Malaisie               |       |
| Front de rivière de Kampung Cina                                 | Kuala Terengganu                   | Malaisie               |       |
| Mnajdra                                                          | Qrendi                             | Malte                  |       |
| Église de Santa Prisca                                           | Taxco, Guerrero                    | Mexique                |       |
| Habitations rupestres de Madera                                  | Madera, Chihuahua                  | Mexique                |       |
| San Juan de Ulúa                                                 | Veracruz                           | Mexique                |       |
| Temple de Quetzalcoatl, Teotihuacan                              | San Juan Teotihuacán, Mexico       | Mexique                |       |
| Yaxchilan                                                        | Chiapas                            | Mexique                |       |
| Palais d'hiver du Bogdo Khan                                     | Oulan-Bator                        | Mongolie               |       |
| Monastère d'Itum                                                 | Kathmandou                         | Népal                  |       |
| Teku Thapathali                                                  | Katmandou                          | Népal                  |       |
| Girafes de Dabous                                                | Agadez                             | Niger                  |       |
| Madrasa d'Abdulaziz Khan                                         | Boukhara                           | Ouzbékistan            |       |
| Uch                                                              | Uch, Pendjab                       | Pakistan               |       |
| Fort San Gerónimo                                                | Portobelo                          | Panama                 |       |
| Fort San Lorenzo                                                 | Portobelo                          | Panama                 |       |
| Centre historique de Cusco                                       | Cusco                              | Pérou                  |       |
| Los Pinchudos                                                    | Parc national Río Abiseo           | Pérou                  |       |
| Machu Picchu                                                     | Province d'Urubamba                | Pérou                  |       |
| Rizières de Banaue                                               | Ifugao                             | Philippines            |       |
| Fort Wisłoujście                                                 | Gdańsk                             | Pologne                |       |
| Phare de Puerto Plata                                            | Puerto Plata                       | République dominicaine |       |
| Sculptures de la forêt de Kuks                                   | Kuks                               | République tchèque     |       |
| Château Bánffy de Bonțida                                        | Bonțida                            | Roumanie               |       |
| Abbey Farmstead                                                  | Faversham, Angleterre              | Royaume-Uni            |       |
| Monastère de Gorton                                              | Manchester, Angleterre             | Royaume-Uni            |       |
| Arkhangelskoïe                                                   | Moscou                             | Russie                 |       |
| Bibliothèque de Viipuri                                          | Vyborg, oblast de Léningrad        | Russie                 |       |
| Centre historique d'Irkoutsk                                     | Irkoutsk                           | Russie                 |       |
| Centre historique de Rostov Veliki                               | Rostov Veliki, oblast de Iaroslavl | Russie                 |       |
| Église de Notre-Sauveur-sur-le-Marché                            | Rostov Veliki, oblast de Iaroslavl | Russie                 |       |
| Paanajärvi                                                       | République de Carélie              | Russie                 |       |
| Palais chinois du palais d'Oranienbaum                           | Lomonossov, Saint-Pétersbourg      | Russie                 |       |
| Rusakov Club                                                     | Moscou                             | Russie                 |       |
| Suchitoto                                                        | Département de Cuscatlán           | Salvador               |       |
| Synagogue de Subotica                                            | Subotica                           | Serbie                 |       |
| Église Basile-le-Grand de Krajné Čierno                          | Krajné Čierno                      | Slovaquie              |       |
| Gebel Barkal                                                     | Karima                             | Soudan                 |       |
| Jodensavanne                                                     | Redi Doti                          | Suriname               |       |
| Merv                                                             | Bairam Ali                         | Turkménistan           |       |
| Çatal Höyük                                                      | Çumra                              | Turquie                |       |
| Cathédrale d'Ani                                                 | Ani                                | Turquie                |       |
| Église du Saint-Sauveur d'Ani                                    | Ani                                | Turquie                |       |
| Mosquée de Zeyrek                                                | Istanbul                           | Turquie                |       |
| Nemrut Dağı                                                      | Adıyaman                           | Turquie                |       |
| Pont de la forteresse de Kamianets                               | Kamianets-Podilskyï                | Ukraine                |       |
| Synagogue de Jovkva                                              | Jovkva                             | Ukraine                |       |
| Église San Francisco de Coro                                     | Santa Ana de Coro                  | Venezuela              |       |
| Mỹ Sơn                                                           | Province de Quảng Nam              | Viêt Nam               |       |
| Tombeau de Minh Mạng                                             | Huế                                | Viêt Nam               |       |
| Tarim                                                            | Hadramaout                         | Yémen                  |       |
| Khami                                                            | Bulawayo                           | Zimbabwe               |       |